# Les Abelles Rugby Club
El Club Polideportivo Les Abelles es un club deportivo español de la ciudad de Valencia, cuya modalidad principal es el rugby. Cuenta con equipos sénior masculinos y femeninos, escuela y academia de rugby y equipo de veteranos, así como una sección de rugby inclusivo y una sección de pádel.

## Historia
El club fue fundado en 1971 por Noel Halangode, profesor de inglés de las Escuelas San José-Jesuitas de Valencia y antiguo jugador del equipo británico de rugby London Wasps. Halangode adaptó los colores y el nombre a las costumbres de la ciudad, adoptando el nombre de su antiguo club Las Avispas de Londres por Les Abelles (Las Abejas en valenciano) y adaptando la camiseta amarilla con franjas negras a una con colores naranjas y negros que aún se mantienen en las camisetas del club. Con este equipo Halangode intentaría trasladar el nombre y el espíritu de este deporte a un grupo de jóvenes alumnos.
Desde entonces se encuentra afiliado a la  Federación Española de Rugby (F.E.R.) y como club valenciano pertenece a la Federación Territorial de la Comunidad Valenciana.
Con más de cuarenta años de historia, Les Abelles se ha trabajado un nombre en el rugby español, debido a los diferentes títulos y galardones alcanzados. Más de mil personas han pasado por este club, muchos de ellos han sido elegidos para jugar tanto en la selección valenciana como en la selección española.

## Palmarés
Los resultados más importantes alcanzados por el club pueden resumirse en los siguientes:

### Competiciones nacionales

#### Sénior
- Campeón Copa FER (temporada 03-04).
- Ascenso a la División de Honor (temporada 19-20).
- Ascenso a la División de Honor (temporada 07-08).
- Ascenso a la División de Honor (temporada 81-82).
- Ascenso a la División de Honor B (temporada 03-04).
- Campeón de la Primera División Nacional y ascenso a la División de Honor B (temp. 99-00).
- Campeón del Grupo C de Primera División Nacional (temporada 98-99).
- Subcampeón de la copa F.E.R. (temporada 80-81).
- Subcampeón del Grupo C de Primera División Nacional (temporada 95-96).

#### Sub-23
- Campeón de España Sub-23 (temporada 2008-2009)
- Campeón de España Sub-23 (temporada 2007-2008)

#### Juniors
- Campeón de España S18 (temporada 15-16)
- Subcampeón en el Campeonato de España (temporada 98-99).
- Tercero en el Campeonato de España (temporadas 94-95 y 95-96).
- Campeón en el Campeonato de España (temporada 2005 - 2006).
- Subcampeón de España (temporada 87-88).

### Competiciones territoriales
- Campeón sénior, juvenil y cadete, en diferentes temporadas, de las competiciones organizadas por Federación territorial de la Comunidad Valenciana.

## Organización
Les Abelles está inscrito en: 
- Registro de Entidades Deportivas de la Comunidad Valenciana, con el número 1.942 de la Sección Primera, por Resolución del director general de Deportes de 2 de julio de 1990.

- Miembro de la Federación de Rugby de la Comunidad Valenciana y de la Federación Española de Rugby, desde 1971.
- Miembro de la Federación de Pádel de la Comunidad Valenciana, desde 2021.
- Registro de Entidades de Voluntariado (Registro de Asociaciones de la Comunidad Valenciana, Sección Cuarta), con el número CV-04-053351-V, por Resolución de la Directora Territorial de Administración y Justicia de 31 de octubre de 2014.
- Registro de Titulares de Actividades de Acción Social, y de los Servicios y Centros de Acción Social, en la Comunidad Valenciana, con el número 4,745, por Resolución del Subsecretario de la Consejería de Igualdad y Políticas Inclusivas de 30 de octubre de 2019.
- Censo de Asociaciones Juveniles y Entidades Prestadoras de Servicios a la Juventud, en la Sección 3ª, Apartado SJOS, número 47, por resolución del director general del Instituto Valenciano de la Joventud de 13 de noviembre de 2019.

Instalaciones deportivas:
El club cogestiona el Polideportivo de Quatre Carreres, titularidad de la Fundación Deportiva Municipal del Ayuntamiento de Valencia, mediante Convenio firmado el 1 de agosto de 2014, prorrogado por Acuerdo de la Junta de Gobierno Local de 14 de julio de 2017. El Polideportivo, ubicado en la Calle Ángel Villena s/n de 46013 València, cuenta con los 2 campos de Rugby «Jorge Diego Pantera», cuatro pistas de pádel y gimnasio.
Organigrama:
Los órganos de gobierno y representación del Club son la Asamblea General y la Junta Directiva, presidida por Antonio Márquez, "el Oso".
Organización deportiva:
- Les Abelles Rugby:

- El equipo sénior masculino A milita en División de Honor de la FER.
- El equipo sénior femenino A milita en Divison de Honor Femenina B de la FER.
- El equipo sénior masculino B (Sub-23) milita en la Competición Nacional Sub-23 de la FER.
- Los equipos sénior masculino C y femenino B militan en las competiciones territoriales de la FRCV.
- Academia de rugby Les Abelles (categorías Sub-18, Sub-16, Sub-14).
- Escuela de rugby Les Abelles (categorías Sub-12, Sub-10, Sub-8, Sub-6).
- Les Abelles Rugby Inclusivo.
- Les Abelles Veteranos (rugby).
- Pádel Les Abelles.
- Les Abelles Endurance (running).
- Les Abelles Bike Club (btt y carretera).